# Marcial
Marco Valerio Marcial (en latín, Marcus Valerius Martialis) (¿40?-¿104?) fue un poeta romano de origen hispano. Vivió su período de mayor grandeza bajo el abrigo de los reinados de Tito y Domiciano.

## Biografía
Marco Valerio Marcial    nació en Bílbilis Augusta (actual Calatayud), en la Hispania Tarraconense  entre los años 38-41. Sus padres fueron Valerio Frontón y Flacila, también de Bílbilis. Ambos ya habían fallecido en el año 89, cuando publicó su quinto libro. Parece que era una familia acomodado que pudo dar formación a su hijo en una escuela de gramática. En sus versos se quejará de haber aprendido un oficio que le impidió hacerse rico.

### Roma como oportunidad
Alrededor del año 64 marchó a Roma para terminar sus estudios jurídicos con la protección de Séneca, pero la caída en desgracia de este bajo Nerón y su suicidio en el año 65 le dejaron desamparado y su pobreza le obligó a sobrevivir de forma bohemia e itinerante como cliente de diversos mecenas la mayor parte de los 35 años que pasó allí. 
Su primer libro se publicó en el año 80, el Libro de los Espectáculos (Liber Spectaculorum), con motivo de la inauguración del anfiteatro Flavio, el Coliseo, que se había inaugurado un año antes. Recoge en su contenido los cien días de espectáculos celebrados, mencionando a muchos de los protagonistas de cada uno de ellos. Poco tiempo después, en diciembre del año 85, publicó los libros XIII y XIV, «los últimos en el orden normal de la edición de su obra pero de los primeros que se publicaron, titulados respectivamente Xenia (Regalos para los amigos) el XIII y Apophoreta (Regalos para los invitados) el XIV.»
Sabedor de que sus obras eran leídas por todo el mundo (romano) se quejaba de que a su bolsa no llegaba un sestercio ya que en Roma no había derecho de propiedad intelectual y sus libros se reproducían libremente.
Se ganó sin embargo la amistad de los mayores escritores de ese tiempo, Plinio el Joven, Silio Itálico, el también satírico Juvenal y el gran rétor Marco Fabio Quintiliano, quien también era hispanorromano. También lo era Lucano, que apenas falleció recién llegado, pero en su viuda, Pola Argentaria, encontró apoyo. De la misma manera trabó amistad con el poeta gaditano Canio Rufo, un temperamento afín al suyo. 
Poco a poco, favorecido por los emperadores Tito y Domiciano, a quienes dedicó interesados elogios, estos le nombraron miembro del orden ecuestre y ganó diversos honores, entre ellos la exención de los impuestos que habían de pagar los que no tenían hijos, esto es, el ius trium liberorum.

### Retorno a Bílbilis
Sin embargo, sus sucesores Nerva y Trajano se olvidaron de él y hubo de retornar a Bílbilis y aceptar allí el regalo de una propiedad campestre por parte de una admiradora, Marcela; la vuelta a la vida rural era uno de sus grandes sueños. Allí marchó el año 98 para pasar su vejez, escribir sus últimos libros, que su amigo Terencio Prisco demandaba, y murió seis años después, en el año 101 o 102. Era la vida que ansiaba, como escribió en unos celebérrimos versos muy citados a su amigo Julio Marcial:

Las cosas que hacen feliz, / amigo Marcial, la vida, / son: el caudal heredado, / no adquirido con fatiga; / tierra al cultivo no ingrata; / hogar con lumbre continua; / ningún pleito, poca corte; / la mente siempre tranquila; / sobradas fuerzas, salud; / prudencia, pero sencilla; / igualdad en los amigos; / mesa sin arte, exquisita; / noche libre de tristezas; / sin exceso en la bebida; / mujer casta, alegre, y sueño / que acorte la noche fría; / contentarse con su suerte, / sin aspirar a la dicha; / finalmente, no temer / ni anhelar el postrer día.
Lib. X, ep. 47.

Aunque, efectivamente, no llegó a ser rico, tampoco se debe pensar que era pobre ya que tenía algunas posesiones y esclavos (cultivadores, un amanuense, etc) que contrasta con su carácter pedigüeño según deja escrito en sus composiciones.

## Obra

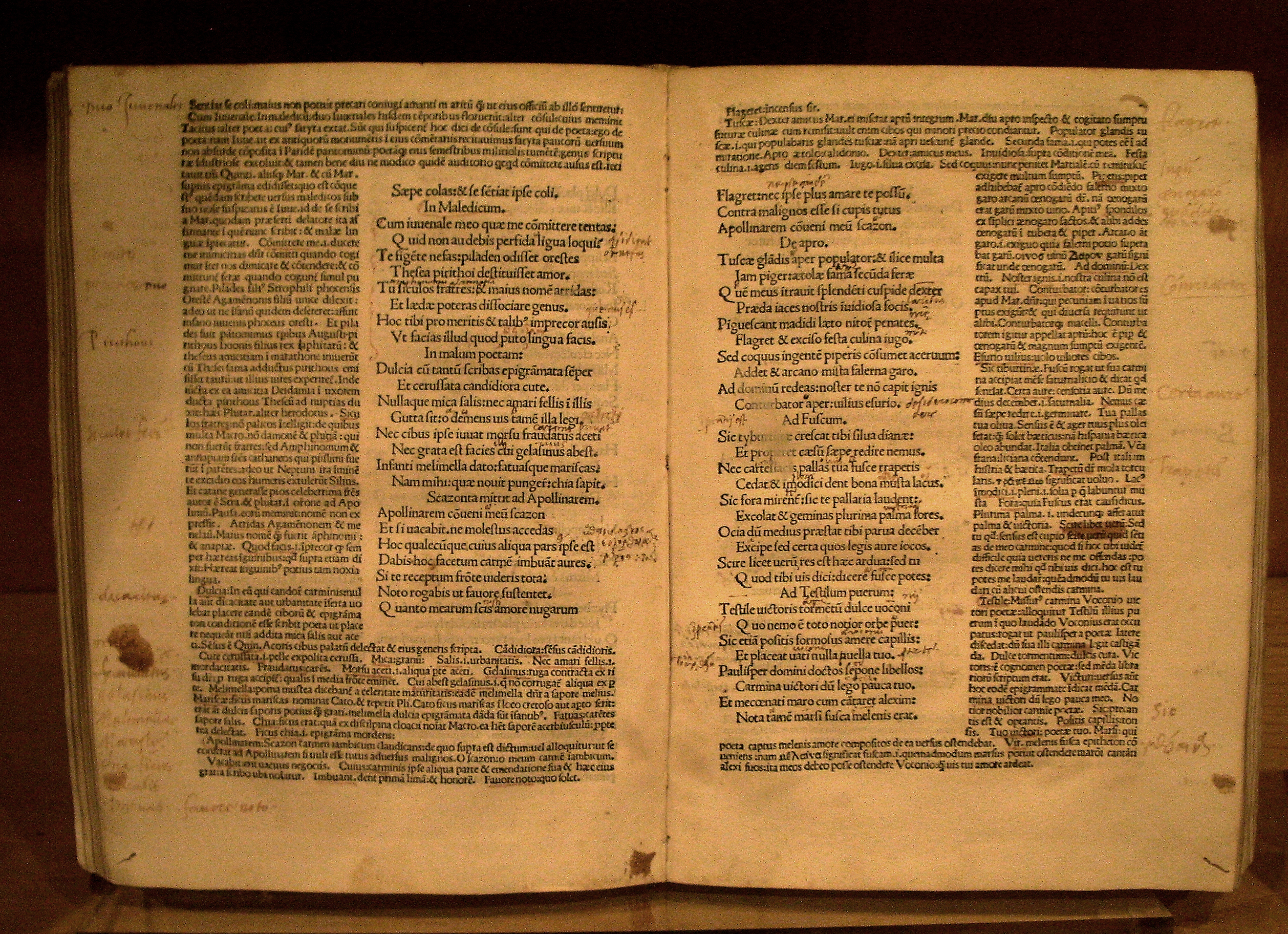
Incunable de los Epigramas de Marcial, editado en 1490 en Milán por Udalricus Scinzenzeler. Archivo del Gobierno de Aragón.

Su obra, que ha sobrevivido prácticamente íntegra, se compone de quince libros de versos, con prólogo en verso o en prosa, en diversos metros (sobre todo dístico elegiaco, pero también endecasílabos catulianos, hexámetros falecios y yambos catalécticos), un total de unos mil quinientos poemas pertenecientes a un solo género literario, el epigrama, en el que no tuvo en su tiempo rival y en el que superó a sus antecesores y modelos, Catulo y la Cicuta de Domicio Marso. En cierto modo el epigrama representaba el correlato en verso a la concisión de la prosa aforística del también hispanorromano Séneca el Joven.
El primer libro es el Liber spectaculorum, también primero cronológicamente hablando, ya que fue compuesto en el año 80 d. C. y celebra la construcción del Anfiteatro Flavio, actualmente conocido como Coliseo, por el emperador Tito.
Los Xenia (libro XIII) y los Apophoreta (libro XIV) son dísticos compuestos para los regalos que hacían a los patronos los clientes en la fiesta de las Saturnales.
Los libros I y XII poseen un contenido vario: literatura, sociedad y temas personales. Llama la atención el silencio del autor sobre el historiador Tácito y el poeta Estacio, sus contemporáneos; si al segundo pudo considerarlo un rival, la falta de alusiones al primero es más difícil de explicar.
La fama de Marcial deriva principalmente de su ingenio satírico; pero, si bien fue un observador penetrante de la sociedad de su tiempo, su visión está afectada por cierta indiferencia moral, por lo que no se le puede tener estrictamente por satírico. El tono de sus piezas oscila de la más pura lírica a la obscenidad. 
Sus epigramas son también importantes por su valor documental, por la información que aportan sobre la sociedad romana de la época, que refleja con una gran vitalidad. Hace gala de un ingenio agudísimo y de una extrema concisión, que ha hecho a veces considerarlo el primero de los conceptistas españoles; también sabe encontrar hábilmente la parte miserable y oculta de las aparentes grandezas humanas. Los aprovechados, los sinvergüenzas, los degenerados, los hipócritas, la dama semimundana que envejece, el bailarín y toda la comedia humana de la gran metrópoli que era Roma en aquel tiempo aparecen vistosamente atacados y descritos en sus poemas. Pero si bien se burla siempre, a veces hiriendo, jamás lo hace con irritación moral. Se queja calculadamente de su pobreza y dedica lisonjas arrastradas e indignas al emperador Domiciano.
En el cuadro renacentista Retrato de Giovanna Tornabuoni (1488) de Domenico Ghirlandaio, podemos leer uno de sus epigramas en el fondo de la escena, que dice: 

ARS VTINAM MORES ANIMVMQUE EFFINGERE POSSES PVLCHRIOR IN TERRIS NVLLA TABELLA FORET
Arte, ojalá pudieras plasmar la conducta y el espíritu, no habría en la tierra pintura más hermosa.Domenico Ghirlandaio

## Traductores y comentaristas de Marcial
El canónigo de Huesca Manuel de Salinas y Lizana hizo una traducción de los Epigramas de Marcial que puede encontrarse en la Agudeza y arte de ingenio de Baltasar Gracián; Juan de Iriarte hizo otra ya en el siglo XVIII, que se halla en el primer tomo de sus Obras sueltas, (Madrid, Francisco Manuel de Mena, 1774). Víctor Suárez Capalleja hizo otra en tres tomos para la Biblioteca Clásica de la Casa Editorial Hernando.
Las agudezas de Marcial suscitaron frecuentemente, a la par que admiración, también el comentario erudito o moral de los humanistas desde el Renacimiento. Entre los escoliastas españoles destacan Baltasar de Céspedes por su Comentario a los Epigramas de Marco Valerio Marcial; Lorenzo Ramírez de Prado, por los suyos de 1607; el deán de Alcoy, Manuel Martí; el jesuita P. Tomás Serrano, que discutió con Girolamo Tiraboschi acerca de los méritos de Marcial en su singular libro Super iudicium Hieronymi Tiraboschi de Marco Valerio Martiale, Roma, ¿1786?; otros comentaristas fueron Víctor Suárez Capalleja, Marcelino Menéndez Pelayo y Arturo Masriera.